# Plagiofototropizm
Plagiofototropizm – rodzaj fototropizmu, reakcja ruchowa rośliny zależna od kierunku padającego światła. Pod wpływem światła blaszki liściowe ustawiają się pionowo, co zapobiega nadmiernemu parowaniu w okresie najsilniejszej operacji słonecznej. Przykładem takich roślin są eukaliptusy.